# Радиоспорт в России
Радиоспорт в России признан официальным видом спорта и находится в стадии стабильного развития, российские спортсмены входят в мировую элиту радиоспорта.

## Дисциплины
Радиоспорт включён во Всероссийский реестр видов спорта (ВРВС). Обозначение вида спорта в ВРВС (номер-код вида спорта) — 1450001411Я. Согласно ВРВС, радиоспорт включает в себя следующие спортивные дисциплины (впереди указан соответствующий номер-код спортивной дисциплины в ВРВС):
- 1450011811Я Многоборье МР-4
- 1450021811Я Многоборье МР-3
- 1450031811Я Многоборье МР-2
- 1450051811Я Скоростная радиотелеграфия
- 1450041811Я Спортивная радиопеленгация 3,5 МГц
- 1450111811Я Спортивная радиопеленгация 144 МГц
- 1450091811Я Спортивная радиопеленгация — радиоориентирование
- 1450101811Я Спортивная радиопеленгация — спринт
- 1450061811Я Радиосвязь на КВ — телефон
- 1450071811Я Радиосвязь на КВ — телеграф
- 1450121811Я Радиосвязь на КВ — смесь
- 1450081811Я Радиосвязь на УКВ

Номер-код означает следующее:
145 — порядковый номер вида спорта в реестре (001 — футбол, 166 — автомобильный спорт и т. п.);
000 — порядковый номер спортивной дисциплины (001=МР-4, 002=МР-3 и т. д.; в обозначении вида спорта ставятся три нуля);
1 — сезонность, летний неигровой вид спорта;
4 — распространение вида спорта: развивается международной федерацией (то же означает цифра 8 в коде дисциплины);
1 — руководство федеральными органами исполнительной власти: не осуществляется;
1 — специальная отметка: не имеет ограничений, установленных федеральными органами исполнительной власти в области физкультуры и спорта;
Я — пол и возрастная категория занимающихся: все категории.

## Правила соревнований по радиоспорту
Действующие Правила вида спорта «Радиоспорт» утверждены приказом по Министерству спорта Российской Федерации № 233 от 14 апреля 2014 года. Эта редакция правил пришла на смену предыдущим редакциям (2010—2013 гг. — приказ по Министерству спорта, туризма и молодёжной политики РФ от 15 ноября 2010 года; 2003—2009 гг. — приказ Госкомспорта России от 18 марта 2003 года).

## Организации
В России действует общероссийская общественная организация Союз радиолюбителей России, которая объединяет радиолюбителей и радиоспортсменов. В регионах союз представлен региональными (РО) и местными отделениями (МО). На территории России действуют радиолюбительские объединения — клубы, секции и коллективные любительские радиостанции.
С 1946 года радиолюбительским движением в СССР руководил Центральный радиоклуб ДОСААФ СССР (ЦРК). С 1959 года в СССР существовала Федерация радиоспорта СССР (ФРС), которая занималась вопросами радиоспорта. Первым председателем президиума ФРС был Э. Т. Кренкель.
До 2001 года в Москве существовал Центральный радиоклуб имени Э. Т. Кренкеля (ЦРК), занимавшийся организацией и проведением соревнований, координацией всего российского радиоспорта. В 2001 году он был преобразован в Объединённый Центральный и г. Москвы радиоклуб им. Э. Т. Кренкеля — ОЦМРК.